# Бооль, Владимир Георгиевич фон
Владимир Георгиевич фон Бооль (1836—1899) — генерал-майор Русской императорской армии, российский выдающийся военный педагог конца XIX века, публицист, редактор, писатель, автор ряда военно-исторических трудов.

## Биография
Родился 31 марта (12 апреля) 1836 года; происходил из семьи дворян Полтавской губернии.
Первоначально воспитывался в Александровском кадетском корпусе для малолетних. Последующее образование получил в Первом кадетском корпусе, откуда в 1856 году в звании прапорщика был направлен Волынский лейб-гвардии полк. 
Продолжил обучение в Михайловской артиллерийской академии, по окончании которой фон Бооль был назначен преподавателем физики в Первый кадетский корпус. Некоторое время спустя Владимир Георгиевич фон Бооль был переведён на должность инспектора классов в Петровский Полтавский кадетский корпус, где в полной мере проявился его педагогический талант. В 1884 году фон Бооль был назначен инспектором класов 3-го воен. Александровского училища. 
Переехав в Москву, стал деятельным членом московского отделения Русского Императорского технического общества и в течение четырёх лет помогал редактировать его главное печатное издание «Записки Императорского Русского Технического Общества». 
Умер 2 (14) декабря 1899 года, после тяжелой продолжительной болезни.
В. Г. фон Бооль составил ряд учебников по физике, математике и географии. Его статьи помещались, начиная с 1865 года, в «Учителе», «Педагогическом сборнике», «Народной школе», «Художественном сборнике», «Киевлянине» и других печатных изданиях Российской империи. Им также были написаны «Воспоминания педагога», в которых он подробно излагает время своего пребывания в Александровском Царскосельском корпусе, в 1 кадетском корпусе и в Михайловской артиллерийской академии, описывает, как очевидец, преобразование старых кадетских корпусов в военные гимназии и обратно, давая ряд метких характеристик Ванновского, Махотина и других руководителей того времени.

## Награды
- Ордена Святой Анны 1, 2 и 3 степеней
- Ордена Святого Станислава 1, 2 и 3 степеней и 2 ст. с Императорской короной
- Ордена Святого Владимира 2, 3 и 4 степеней

- Серебряная медаль в память Императора Александра ІІІ
- Серебряная медаль в память св. Коронования Их Императорских Величеств в 1896 году
- Бронзовая медаль в память Императора Николая I

- Знак отличия беспорочной службы[1]

## Избранная библиография
- «Учебник математической и физической географии»;
- «Воспоминания педагога»;
- «Теория устройства различного рода весов»;
- «Приборы и машины для механического производства арифметических действий»[1].